# Outlook Express
Outlook Express is een verouderde e-mailclient en een newsreader van Microsoft. De applicatie was onderdeel van het besturingssysteem Windows. Er bestond ook een versie voor oudere versies van Mac OS (niet voor Mac OS X), die kosteloos te downloaden was. De naam suggereert dat er een nauwe band met Microsoft Outlook bestaat, maar dat is niet het geval. Outlook is onderdeel van Microsoft Office (licentie nodig), terwijl Outlook Express eerder te verbinden valt met Internet Explorer (onderdeel van Windows).
Outlook Express ondersteunt de gebruikelijke verzameling protocollen SMTP, POP3 en IMAP, alsmede de SSL-varianten hiervan. In tegenstelling tot Outlook bevat het geen functionaliteit tot agendabeheer.
Outlook Express kan tegenwoordig als verouderd worden beschouwd, terwijl nog steeds veel mensen (Windows XP-gebruikers) het programma gebruiken. Er zijn geen versies van Outlook Express na 6.0, en het programma wordt niet meer ondersteund door Microsoft.
In Windows Vista werd Outlook Express vervangen door het programma Windows Mail.
Hierna bood Microsoft het intussen verouderde programma Windows Live Mail aan, dat kan worden gezien als opvolger van Windows Mail en Outlook Express. Hiermee konden zowel POP-adressen als Outlook.com- en Gmail-adressen tegelijk geopend worden. Het is onderdeel van de gratis softwareverzameling Windows Essentials die regelmatig werd bijgewerkt met nieuwere versies. In het najaar van 2016 kondigde Microsoft aan dat de ondersteuning op 10 januari 2017 zou stopgezet worden.
In Windows 7 worden er geen e-mailprogramma's meegeleverd. Met name om Windows zo licht mogelijk te houden en geen verplichte onverwijderbare programma's te bieden. Wel wordt er in Windows 7 veel reclame gemaakt om Windows Live-programma's gratis te downloaden. Zo kan de gebruiker dus zelf kiezen welke Windows-functies hij wel en niet kiest.
In Windows 8 werd de Mail-app geïntroduceerd, in Windows 8.1 werd de Mail-app lichtjes aangepast, maar bleef grotendeels hetzelfde tegenover Windows 8. De Mail-app werd vernieuwd in Windows 10, onder meer omdat het Metro-startmenu verdween.